# Särkijärvi (sjö i Finland, Lappland, lat 66,20, long 26,98)
Särkijärvi är en sjö i Finland. Den ligger i kommunen Ranua i landskapet Lappland, i den norra delen av landet, 700 km norr om huvudstaden Helsingfors. Särkijärvi ligger 163,5 meter över havet. Arean är 94,8 hektar och strandlinjen är 4,41 kilometer lång. Sjön  ingår i Kemi älvs huvudavrinningsområde. 